# Ílhavo (São Salvador)
A Freguesia de Ílhavo (oficialmente Ílhavo (São Salvador)) é uma freguesia portuguesa do Município de Ílhavo, com 39,00 km² de área e 16 675 habitantes (censo de 2021), tendo, por isso, uma densidade populacional de 427,6 hab./km².
É também conhecida como São Salvador.

## Demografia
A população registada nos censos foi:
| Distribuição da População por Grupos Etários | Distribuição da População por Grupos Etários | Distribuição da População por Grupos Etários | Distribuição da População por Grupos Etários | Distribuição da População por Grupos Etários |
| -------------------------------------------- | -------------------------------------------- | -------------------------------------------- | -------------------------------------------- | -------------------------------------------- |
| Ano                                          | 0-14 Anos                                    | 15-24 Anos                                   | 25-64 Anos                                   | > 65 Anos                                    |
| 2001                                         | 2667                                         | 2261                                         | 9216                                         | 2616                                         |
| 2011                                         | 2428                                         | 1752                                         | 9269                                         | 3148                                         |
| 2021                                         | 2162                                         | 1710                                         | 8817                                         | 3986                                         |

## Património
- Capela da Vista Alegre ou Capela de Nossa Senhora da Penha de França e o túmulo de D. Manuel de Moura Manuel[6]
- Bairro operário da Vista Alegre
- Museu Marítimo de Ílhavo
- Casa Cultura Ílhavo
- Laboratório Artes Teatro da Vista Alegre
- Museu Vista Alegre
- Solar do Visconde de Almeidinha ou Solar do Visconde de Alqueidão ou Solar de Nossa Senhora das Neves[7] onde funciona a Biblioteca Municipal de Ílhavo
- Vila Africana[8]
- Casa na Rua do Cabecinho[9] conhecida como Casa dos Cestos
- Igreja Paroquial de Ílhavo
- Bairros dos Pescadores da Malhada
- Cais da Malhada
- Espólio museológico do Rancho da Casa do Povo de Ílhavo
- Solar dos Maias

## Política

### Eleições autárquicas (Junta de Freguesia)
| Partido      | 1976 | 1976 | 1979 | 1979 | 1982 | 1982 | 1985 | 1985 | 1989 | 1989 | 1993 | 1993 | 1997 | 1997 | 2001 | 2001 | 2005 | 2005 | 2009 | 2009 | 2013 | 2013 |
| Partido      | %    | M    | %    | M    | %    | M    | %    | M    | %    | M    | %    | M    | %    | M    | %    | M    | %    | M    | %    | M    | %    | M    |
| ------------ | ---- | ---- | ---- | ---- | ---- | ---- | ---- | ---- | ---- | ---- | ---- | ---- | ---- | ---- | ---- | ---- | ---- | ---- | ---- | ---- | ---- | ---- |
| PPD/PSD      | 38,8 | 5    | 45,2 | 9    | 36,4 | 7    | 50,7 | 7    | 55,4 | 8    | 41,4 | 6    | 44,2 | 6    | 61,1 | 9    | 49,6 | 8    | 57,8 | 9    | 34,8 | 6    |
| PS           | 30,3 | 4    | 23,0 | 5    | 33,0 | 7    | 30,2 | 4    | 32,6 | 5    | 29,7 | 4    | 32,4 | 5    | 22,3 | 3    | 36,6 | 5    | 29,5 | 4    | 35,0 | 6    |
| CDS-PP       | 21,9 | 2    | 18,2 | 3    | 15,2 | 3    | 7,4  | 1    | 4,6  | -    | 18,1 | 3    | 7,0  | 1    | 6,0  | -    | 4,0  | -    |      |      | 8,8  | 1    |
| FEPU/APU/CDU | 6,7  | -    | 11,0 | 2    | 12,2 | 2    | 8,6  | 1    | 4,4  | -    | 4,5  | -    | 12,2 | 1    | 7,5  | 1    | 5,7  | -    | 4,1  | -    | 5,4  | -    |